# Agenzia per la diffusione delle tecnologie per l'innovazione
L’Agenzia per la diffusione delle tecnologie per l'innovazione era una struttura governativa, istituita nel 2006 e vigilata dalla Presidenza del Consiglio dei ministri, che aveva la missione di supportare le strutture pubbliche nazionali e regionali per la predisposizione e la messa in opera di progetti di innovazione volti a migliorare le prestazioni del tessuto sociale ed economico pubblico e privato.
Tra le attività principali, il supporto alla gestione dei progetti cofinanziati con fondi pubblici mediante i diversi strumenti predisposti a livello comunitario, nazionale e regionale; la promozione della cultura scientifica dell'innovazione nel tessuto economico e sociale dell'Italia anche mediante azioni di comunicazione mediatica e tramite la partecipazione a eventi fieristici nazionali e non.
Il Decreto sviluppo  dell'agosto 2012 l'abrogò e ne dispose la fusione con DigitPA per formare l'Agenzia per l'Italia digitale, cui vennero trasferiti compiti e personale delle due agenzie sciolte.